# Новлянская, Зинаида Николаевна
Зинаи́да Никола́евна Новля́нская (род. 21 октября 1942 года) — советский и российский психолог, специалист в области психологии детского творчества, психологии художественных способностей, инновационных методов преподавания литературы в школе, литературно-художественному развитию школьников. Кандидат психологических наук. Автор многочисленных публикаций по психологии и педагогике. Лауреат премии Правительства Российской Федерации в области образования.

## Биография
Зинаида Николаевна Новлянская родилась 21 октября 1942 года. После школы некоторое время работала на авиационном заводе.
В 1966 году окончила филологический факультет МГУ им. М. В. Ломоносова. По окончании университета работала в школе, в научной библиотеке МГУ, вела литературную студию в Московском городском дворце пионеров.
С 1964 года аспирант, затем сотрудник НИИ общей и педагогической психологии АПН СССР (ныне Психологический институт РАО). В 1971 году защитила кандидатскую диссертацию на тему «Исследование элементарных проявлений компонентов литературно-творческих способностей в младшем школьном возрасте».
Ведущий научный сотрудник лаборатории психологии одарённости Психологического института РАО.
Эксперт информационно-аналитической программы «Тем временем».
Поэт. Член Союза писателей России.
Муж — Александр Александрович Мелик-Пашаев, советский и российский художник и учёный-психолог, доктор психологических наук, профессор.

## Научный вклад
Новлянская занимается проблемами воображения, психологических предпосылок художественного развития детей, психологии игры. Исследует ранние проявления детской художественной одарённости и проблему свободной детской инициативы, проявляющейся в условиях развивающего образования.
Совместно с А. А. Мелик-Пашаевым разрабатывала концепцию эстетического отношения к жизни как психологической первоосновы художественного творчества.
Провела, совместно с Г. Н. Кудиной, 10-летнее лонгитюдное исследование литературного развития школьников в условиях развивающего образования по системе Д. Б. Эльконина — В. В. Давыдова, результатом чего стал оригинальный курс преподавания литературы как предмета эстетического цикла, вошедший в практику ряда школ, работающих по системе РАО.
Автор курса «Литература как предмет эстетического цикла» (система Д. Б. Эльконина — В. В. Давыдова).

### Основные публикации
З. Н. Новлянская является автором и соавтором более 300 работ по педагогике и психологии, в том числе статей в сборниках научных трудов, в научных, научно-популярных периодических изданиях и СМИ (в журналах «Вопросы психологии», «Психологическая наука и образование», «Искусство в школе», «Теоретическая и экспериментальная психология», «Семья и школа» и др.).
Автор и соавтор книг:
- Почему дети фантазируют? М., 1978;
- «Стихи — продолженье моё и начало…» М., 1982;
- Как развивать художественное восприятие у школьников? М., 1988 (в соавторстве);
- Психология одарённости. Художественная одарённость. М., 2005 (в соавторстве);
- Художественная одарённость, её выявление и развитие. Дубна, 2006 (в соавторстве);
- Психологические основы художественного развития. М., 2006 (в соавторстве);
- Художник в каждом ребёнке. М., 2008 (в соавторстве);
- Методики исследования и проблемы диагностики художественного развития. Дубна, 2009 (в соавторстве);
- Учение и творчество. М., 2010;
- Ступеньки к творчеству. М., 2012 (в соавторстве);
- Истоки и специфика детского художественного творчества. М., 2014 (в соавторстве);
- Становление авторской позиции в детском литературном творчестве. М., 2016;
- Психология художественного творчества. М., 2022 (в соавторстве).

З. Н. Новлянская — автор многократно переизданных учебно-методических комплектов по развивающему обучению литературе с 1 по 8 класс (соавтор — Г. Н. Кудина). Совместно с Г. М. Науменко издала сборник «Фольклорный праздник в школе» (М., 1979).
Поэтическое творчество З. Н. Новлянской представлено в нескольких сборниках:
- «Дерево корней». М., 1992;
- «Ночной костёр». М., 2012.

Она является так же автором прозы для детей:
- «Артурик Последних. Истории из дошкольной жизни» / Психология и литература в диалоге о человеке. М., 2016;
- «Про Зюку и Казюку». Астрахань, 2022.

## Награды
- Лауреат премии Правительства Российской Федерации в области образования.
- Медаль Челпанова 1-й и 2-й степени